# Barbados na Mistrzostwach Świata w Lekkoatletyce 2013
Barbados na Mistrzostwach Świata w Lekkoatletyce 2013 – reprezentacja Barbadosu podczas czempionatu w Moskwie liczyła 9 zawodników.

## Występy reprezentantów Barbadosu

### Mężczyźni
| Konkurencja                 | Zawodnik                                                             | Runda 1    | Runda 1 | Półfinał | Półfinał | Finał    | Finał   |
| Konkurencja                 | Zawodnik                                                             | Rezultat   | Pozycja | Rezultat | Pozycja  | Rezultat | Pozycja |
| --------------------------- | -------------------------------------------------------------------- | ---------- | ------- | -------- | -------- | -------- | ------- |
| Bieg na 100 m               | Ramon Gittens                                                        | 10,19      | 19. Q   | 10,31    | 21.      | NQ       | NQ      |
| Bieg na 100 m               | Andrew Hinds                                                         | 10,38      | 37.     | NQ       | NQ       | NQ       | NQ      |
| Bieg na 110 m przez płotki  | Ryan Brathwaite                                                      | 13,40      | 11. Q   | 13,64    | 14.      | NQ       | NQ      |
| Bieg na 110 m przez płotki  | Greggmar Swift                                                       | 13,79      | 27.     | NQ       | NQ       | NQ       | NQ      |
| Sztafeta 4 × 100 m mężczyzn | Andrew Hinds Ramon Gittens Shane Brathwaite Levi Cadogan Akeem Forde | 38,94 (NR) | 15.     | —        | —        | NQ       | NQ      |

### Kobiety
| Konkurencja                | Zawodnik       | Runda 1  | Runda 1 | Półfinał | Półfinał | Finał    | Finał   |
| Konkurencja                | Zawodnik       | Rezultat | Pozycja | Rezultat | Pozycja  | Rezultat | Pozycja |
| -------------------------- | -------------- | -------- | ------- | -------- | -------- | -------- | ------- |
| Bieg na 400 m              | Sadé Sealy     | 55,45    | 34.     | NQ       | NQ       | NQ       | NQ      |
| Bieg na 100 m przez płotki | Kierre Beckles | 13,47    | 31.     | NQ       | NQ       | NQ       | NQ      |